# Ptecticus conopsoides
Ptecticus conopsoides är en tvåvingeart som beskrevs av Ignaz Rudolph Schiner 1868. Ptecticus conopsoides ingår i släktet Ptecticus och familjen vapenflugor.
Artens utbredningsområde är Colombia. Inga underarter finns listade i Catalogue of Life.